# Várad
Várad je selo u južnoj Mađarskoj.
Zauzima površinu od 7,93 km četvornih.

## Zemljopisni položaj
Nalazi se na 45° 58' sjeverne zemljopisne širine i 17° 45' istočne zemljopisne dužine. Ujfaluba je 1 km zapadno, Meljek je 2,5 km sjeverozapadno, Petan i Kistamási su 3,5 km sjeverozapadno, Molvar je 5 km sjeverno, Obolj je 3 km sjeveroistočno, Szentegát je 5 km istočno, Biriš je 1 km jugoistočno, Sentegatska šuma je 2,5 km jugoistočno, a Dekla je 1,5 km jugozapadno.

## Upravna organizacija
Upravno pripada Sigetskoj mikroregiji u Baranjskoj županiji. Poštanski broj je 7973.

## Povijest
1332. se spominje kao Vorad. Za vrijeme turskih osvajanja selo je opustjelo, a ponovno je naseljeno u 18. stoljeću, kada su u selo došli reformirani Mađari.
Posjede u selu su imale obitelji Rindsmaul, Czindery, Wenckheim i Andrási .
Prema popisu stanovništva u Mađarskoj 1910. je u selu bilo 302 stanovnika, svi Mađari, od čega 113 rimokatolika, a 189 reformiranih kršćana.

## Promet
1,5 km jugozapadno od sela prolazi željeznička prometnica Barča-Šeljin.

## Stanovništvo
Várad ima 143 stanovnika (2001.). Većina su Mađari s preko 80%.Roma ima oko 6%. Neizjašnjena je petina sela. Rimokatolici čine preko 2/3, a kalvinisti preko sedmine.

## Vanjske poveznice
- Várad na fallingrain.com